# Le Chevalier de Dalos
Le Chevalier de Dalos (The Squire of Gothos) est le dix-septième épisode de la première saison de la série télévisée Star Trek. Dix-huitième épisode à avoir été produit, il fut diffusé pour la première fois le 12 janvier 1967 sur la chaîne NBC.
L'équipage de l'Enterprise se retrouve face à un être surnaturel nommé Trelane qui les considère comme des jouets.

## Distribution

### Acteurs principaux
- William Shatner : James T. Kirk (VF : Yvon Thiboutot)
- Leonard Nimoy : Spock (VF : Régis Dubost)
- DeForest Kelley : McCoy
- George Takei : Sulu
- Nichelle Nichols : Uhura
- James Doohan : Scotty

### Acteurs secondaires
- William Campbell : Trelane
- Richard Carlyle : Karl Jaeger
- Michael Barrier : lieutenant DeSalle
- Venita Wolf : Teresa Ross

## Résumé
L'Enterprise passe non loin d'une planète déserte où l'on détecte une étrange lumière. Alors en route pour la colonie Beta VI, le capitaine Kirk note l'anomalie pour une future mission d'exploration. Quand tout à coup, lui et le lieutenant Sulu disparaissent inexplicablement. Un groupe, composé du Dr McCoy, du géophysicien Karl Jaeger et du lieutenant DeSalle est détaché pour aller enquêter sur la planète.
Contrairement à ce que les scanners semblaient dire, l'atmosphère est respirable. Au milieu de nulle part, ils trouvent un château médiéval à l'intérieur duquel sont immobilisés Kirk et Sulu, ainsi que plusieurs spécimens d'extraterrestres. Ils sont réanimés par la magie d'un homme s'identifiant comme étant le chevalier Trelane. Celui-ci n'apparaît pas comme un être vivant selon le tricordeur de McCoy et il semble inviter l'ensemble de l'équipage à rester chez lui sur la planète qu'il nomme Gothos (« Dalos » en version française). Sous des airs accueillants, Trelane semble particulièrement caractériel et ne veut pas que l'équipage rejoigne son vaisseau.
Entre-temps, Spock localise un lieu sur la planète où l'atmosphère est respirable et téléporte l'équipage à l'intérieur du vaisseau. Alors que le capitaine Kirk ordonne au vaisseau de reprendre la route de la colonie, Trelane réapparaît sur le pont. Mécontent du départ de ses invités, il téléporte de nouveau tout le monde dans son château, ajoutant cette fois-ci Spock, Uhura et Teresa Ross. Pendant que Trelane danse avec Ross, Kirk et Spock discutent et estiment que le pouvoir de Trelane provient peut-être d'une machine cachée. Suspectant un immense miroir que Trelane ne semble pas quitter, Kirk feint de le provoquer en duel et profite d'avoir une arme pour tirer sur le miroir. Une machine se trouvait en effet dessous et l'équipage profite de la confusion de Trelane pour rejoindre le vaisseau.
Toutefois, à chaque fois que l'Enterprise tente de s'éloigner de Dalos, la planète revient face à eux. Kirk ordonne alors au vaisseau de s'arrêter et se téléporte sur la planète. Il fait alors face à un Trelane déguisé en juge qui l'accuse de tous les maux et le condamne à la peine capitale. Lui suggérant qu'un affrontement serait plus « amusant », Kirk parvient à le convaincre de se battre en duel à l'épée contre lui. Le combat est déséquilibré car Trelane peut se téléporter à volonté. Alors qu'il est sur le point de tuer Kirk, deux entités font leur apparition et sermonnent Trelane. Il s'avère que celui-ci est leur enfant et ils considèrent qu'il a agi par caprice. Ils s'excusent auprès de Kirk et le laissent repartir dans son vaisseau.

## Autour de l'épisode
- Le personnage de Trelane inspirera celui de Q dans la série dérivée Star Trek : La Nouvelle Génération. Un roman de 1994, Q-Squared, écrit par Peter David établit que Trelane est un membre du Continuum Q et que Q est son grand père.
- L'épisode pose des problèmes de continuité, puisqu'il est suggéré que l'épisode se passe 900 ans après l'ère Napoléonienne, ce qui le fait arriver au XXVIIIe siècle. Or, il était suggéré que les aventures de Star Trek sont situées au XXIIIe siècle.
- On peut voir un vampire de sel issue de l'épisode Ils étaient des millions dans le musée de Trelane ainsi qu'un oiseau observé dans la ménagerie de l'épisode The Cage.
- C'est la première apparition du lieutenant DeSalle, joué par Michael Barrier. Il revient dans les épisodes Un coin de paradis et Dans les griffes du chat.